# Rashidpur Garhi
Rashidpur Garhi là một thị trấn thống kê (census town) của quận Bijnor thuộc bang Uttar Pradesh, Ấn Độ.

## Nhân khẩu
Theo điều tra dân số năm 2001 của Ấn Độ, Rashidpur Garhi có dân số 6363 người. Phái nam chiếm 54% tổng số dân và phái nữ chiếm 46%. Rashidpur Garhi có tỷ lệ 75% biết đọc biết viết, cao hơn tỷ lệ trung bình toàn quốc là 59,5%: tỷ lệ cho phái nam là 81%, và tỷ lệ cho phái nữ là 68%. Tại Rashidpur Garhi, 12% dân số nhỏ hơn 6 tuổi.